# UniKey
UniKey là chương trình gõ tiếng Việt miễn phí trên Windows được phát triển bởi Phạm Kim Long. Tính năng chính là hỗ trợ gõ tiếng Việt trên Windows.
Kể từ khi ra đời, phần mềm này đã trở thành bộ gõ tiếng Việt được sử dụng phổ biến nhất trên Windows. Phần mã nguồn của phần xử lý tiếng Việt của UniKey được phát hành nguồn mở theo GNU GPL đã được sử dụng và tích hợp vào các bộ gõ tiếng Việt phổ biến trên nhiều hệ điều hành phổ biến khác.

## Lịch sử
Phạm Kim Long – cha đẻ của Unikey – bắt đầu viết một bộ gõ tiếng Việt với tên gọi TVNBK  năm 1994 khi đang là sinh viên của trường Đại học Bách khoa Hà Nội. Ban đầu TVNBK được viết bằng hợp ngữ cho DOS. Đến giữa những năm 1990, Phạm Kim Long đã chuyển nó lên Windows và đổi tên nó thành LittleVnKey. Đến năm 2000, ông phát hành bộ gõ với tên gọi mới Unikey, hỗ trợ nhập liệu Unicode và phát hành miễn phí theo giấy phép GNU GPL.
Từ năm 2001, mã nguồn của phần xử lý tiếng Việt của UniKey dưới tên UniKey Vietnamese Input Method đã được phát hành theo giấy phép mã nguồn mở GNU General Public License,  Từ đó phần xử lý tiếng Việt đã được sử dụng trong các bộ gõ tiếng Việt khác trên nhiều nền tảng khác nhau, trong đó có phiên bản Linux của UniKey được gọi là X-UniKey.
Phiên bản UniKey 3.62 là phiên bản UniKey trên Windows chính thức cuối cùng được phát hành có mã nguồn đi kèm. Bản chính thức được phát hành trên Windows trước đây được phát hành theo giấy phép nguồn mở Giấy phép Công cộng GNU, bắt đầu từ phiên bản 4.2 được phát hành vào ngày 18 tháng 1 năm 2014, bản chính thức đã thay đổi sang phát hành dưới dạng giấy phép miễn phí. Toàn bộ các phiên bản và mã nguồn đã phát hành được lưu trữ tại SourceForge.

## Tính năng
Giống như các chương trình gõ tiếng Việt khác, UniKey hỗ trợ nhập liệu tiếng Việt trên máy tính chạy hệ điều hành Microsoft Windows với nhiều bảng mã phổ biến như Unicode, TCVN (ABC), VNI... và nhiều kiểu gõ tiếng Việt thông dụng khác nhau, bao gồm 2 kiểu gõ phổ biến là TELEX, VNI. Ngoài ra UniKey còn hỗ trợ chuyển mã văn bản và gõ tắt.
Từ phiên bản 4, UniKey đã hỗ trợ gõ thông minh, bao gồm cho phép tự động hoàn nguyên các từ đã gõ bằng cách nhấn phím Space hoặc gõ lập phím 2 lần để khôi phục từ đã gõ. UniKey hỗ trợ các phím tắt cho nhiều tính năng bao gồm Ctrl+⇧ Shift+F9 cho chuyển mã nhanh, Ctrl+⇧ Shift+F5 để mở bảng điều khiển và Ctrl+⇧ Shift+F6 để mở hộp công cụ chuyển mã.
Theo website chính thức, ngoài các tính năng hiện có của một chương trình gõ tiếng Việt thông thường, UniKey còn có kích thước nhỏ gọn, chỉ có duy nhất một tệp EXE và và không cần thêm thư viện nào khác, có thể chạy mà không cần cài đặt.

### Hệ điều hành hỗ trợ
Phiên bản Unikey mới nhất hiện chỉ hỗ trợ từ Windows 7 trở lên. Các phiên bản cũ hơn chỉ hỗ trợ Windows Vista trở xuống hiện đã được lưu trữ tại trang dự án Sourceforge của Unikey:
- UniKey 3.63 là phiên bản cuối cùng hỗ trợ Windows NT 4.0 và các Windows cũ hơn.[10]
- UniKey 4.0 RC2 là phiên bản cuối cùng hỗ trợ Windows 2000, Windows XP, Windows Vista.[10]
- Từ UniKey 4.2 RC1 trở đi chỉ hỗ trợ từ Windows 7 trở lên.[9]

## Dư luận
Do mức độ phổ biến của phần mềm, UniKey và website của phần mềm từng là mục tiêu của nhiều vụ tấn công mạng và phát tán mã độc thông qua phần mềm và website. Kể từ phiên bản Unikey 4.3 RC1, tác giả đã cài chứng thực chữ kí số vào tệp tin chạy của Unikey để đảm bảo an toàn. Ngoài ra để đảm bảo việc tải về an toàn không bị Virus, tác giả đã khuyến cáo người dùng chỉ nên tải về từ trang chủ Unikey hoặc từ trang dự án của Unikey trên SourceForge

### Website bị hack
Ngày 1 tháng 2 năm 2012, quản trị viên diễn đàn CMC InfoSec phát hiện và thông báo trên một số diễn đàn về bảo mật website unikey.org của tác giả Phạm Kim Long đã bị kiểm soát bởi hacker đã trỏ các đường dẫn tải phần mềm Unikey ở trang web phần mềm SourceForge. Các tệp của phần mềm Unikey được lưu giữ ở website này cho đến sáng ngày 1 tháng 3 năm 2012 đều chứa phần mềm độc hại Trojan.

### Lợi dụng để tấn công
Ngày 4 tháng 12 năm 2019, CMC Cyber Security Lab phát hiện chiến dịch tấn công APT mới vào người dùng Việt Nam bằng cách chèn tập tin độc hại vào thư mục của UniKey. Khi khởi động Unikey, thay vì chạy tập tin Windows để phục vụ hoạt động của chương trình, kẻ tấn công đã hiệu chỉnh chương trình để đưa chương trình độc hại chạy lên trước thay vì chạy tập tin Windows. Khiến máy tính bị nhiễm mã độc, có thể bị thu thập dữ liệu và nguy cơ bị tấn công bởi các hành vi nguy hiểm. CMC cảnh báo người dùng kiểm tra lại thư mục chứa tập tin UniKey và chỉ nên tải phần mềm từ trang web chính thức của phần mềm.